# Arkitrav
Arkitrav (även: epistyl) kallas i klassisk arkitektur den understa delen av bjälklaget, huvudbalken, som vilar på abakusstenen som i sin tur vilar på kolonnkapitälen.

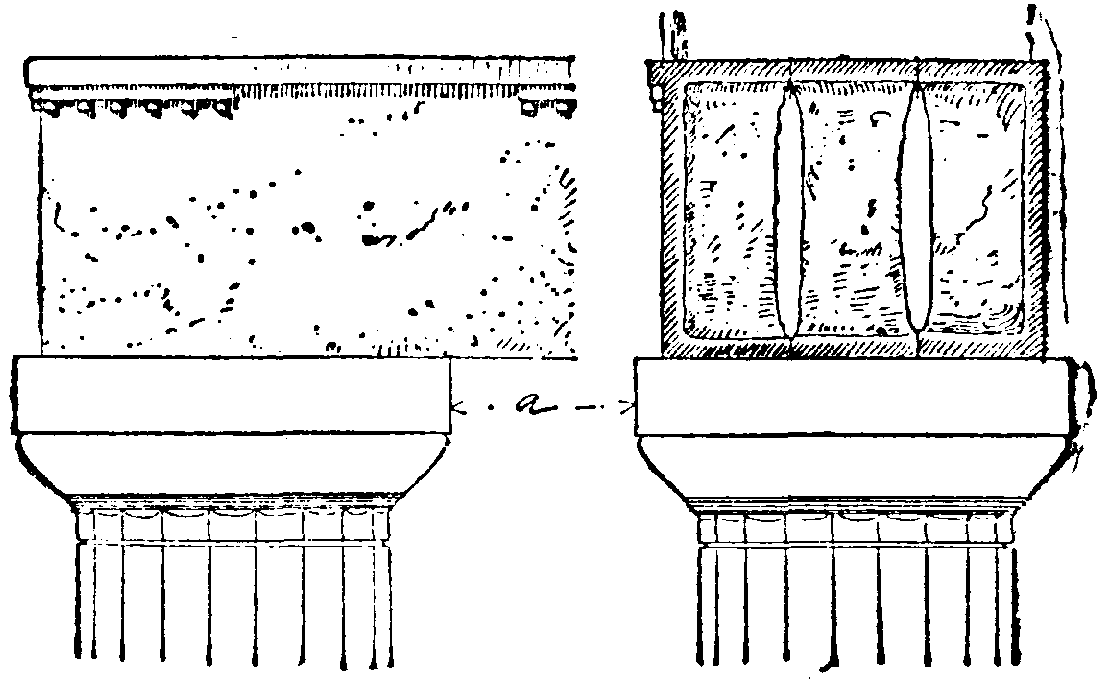
Dorisk arkitrav (fasad och sektion från Parthenon).
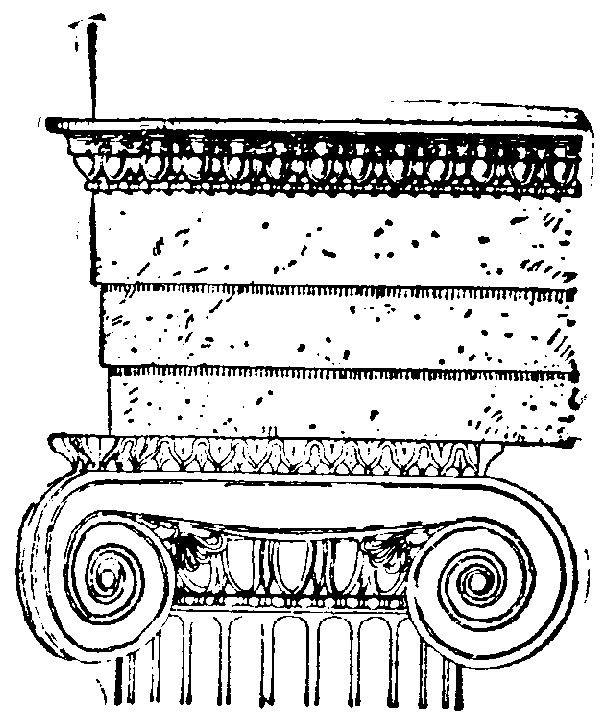
Jonisk arkitrav från Priene.
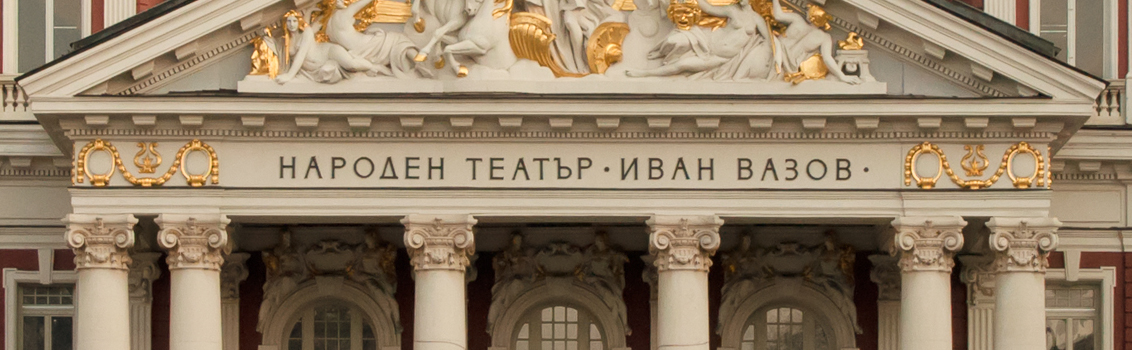
Detalj av arkitraven på Nationalteatern i Sofia, Bulgarien.